# レドックス・フロー電池
レドックス・フロー電池（レドックス・フローでんち、英：redox flow cell,redox flow battery）は二次電池の一種で、イオンの酸化還元反応を溶液のポンプ循環によって進行させて、充電と放電を行う。
redoxはreduction-oxidation reaction の短縮表現。「フロー」を略してレドックス電池と呼ぶこともあるが、分類としてはフロー電池が上位にあたる。
1974年、NASAが基本原理を発表し、1980年代に研究が進み特許出願が進んだ。現在実用化されているのはバナジウム電池であり、主にこれについて記述する。

## 概要
重量エネルギー密度が低く（リチウムイオン二次電池の1/5程度）小型化には向かない。しかし、サイクル寿命が1万回以上と長く、実用上10年以上利用できる。さらに構造が単純で大型化に適するため、1000 kW級の電力用設備として実用化されている。
セルの基本構造は図の通りで、実設備ではこれを幾重にも折りたたんだ多層構造としている。2種類のイオン溶液を陽イオン交換膜で隔て、両方の溶液に設けた電極（炭素製）上で酸化反応と還元反応を同時に進めることによって、充放電を行う。
当初は鉄イオンとクロムイオンを使う、鉄 - クロム系が主だったが、次第に両者が混合し容量が低下する問題があった。その後開発が進んだバナジウム系では1種類の元素だけを用いるため容量低下が起こらず、実用化に至った。バナジウムをオキソ酸ではなく単原子イオンとして保持すべく、対イオンには硫酸イオンが用いられている。また、臭素イオンを用いて重量エネルギー密度を倍増させる研究も行われているが、バナジウム臭化物の不安定さがネックとなっている。
日本では、1985年（昭和60年）から開発を進めていた住友電気工業株式会社が2000年（平成12年）ごろから製品の販売を開始している。大型化に適しているため、電力貯蔵用設備として日間負荷変動の平準化や瞬時低電圧（瞬断）対策、風力発電の発電力均等化などが主な用途である。同社は、2012年（平成24年）7月に同社横浜製作所で蓄電容量 5 MWh のレドックスフロー電池と集光型太陽光発電装置を組み合わせたメガワット級大規模蓄発電システムの実証運転を開始した。また、北海道電力と共同で、2014年度末までに北海道電力の基幹系統変電所に蓄電容量60MWhのレドックスフロー電池を設置し、風力発電や太陽光発電の出力変動に対する調整性能の実証を行う予定であったが、現地地質調査の結果から建設に時間を要することになり、実証実験は2015年12月25日から開始された。この実証実験は2019年3月まで実施される予定である。商用電力源における平準化の実証実験への導入例として、太陽光発電・風力発電を推進している台湾電力の総合研究所に、住友電気工業が定格出力125kWのレドックス・フロー電池を納入した。

## 原理
図に、充電時のイオンの価数変化と水素イオンの移動を示した。充電時はプラス極に電流が流入（電子が流出）するので、4価のバナジウムは（電子を失い）5価に酸化される。同じくマイナス極では3価のバナジウムが（電子を得て）2価に還元される。放電時には、充電時の逆の反応が進行する。
この時、バナジウムの対イオンから見ると、プラス側では相手が過剰となり、マイナス側では不足する。これを調整するため陽イオン交換膜を水素イオン（プロトン）が通過し、バランスを取る。通過する水素イオンの量は充電した電荷と等しくなる。
循環ポンプにより、タンク内から未反応のイオンが供給される限り反応は進むが、循環液中の反応済みイオンの濃度が増すにつれ充電効率が低下する。このため実用設備の定格充電容量は、全イオン量から求まる理論値よりある程度低く設定されている（これは、リチウム電池の寿命を延ばすため、最大充電容量より少ない充電で終了させるのとはやや異なるが、同じ効果がある）。

## 特徴
室温で作動するため熱源は特に必要としない。また、燃焼性・爆発性の物質を使用・発生せず、先行して実用化されたナトリウム・硫黄電池より安全性で優れている。また、イオン種によっては化学反応を伴わないため溶液の組成が変化しにくく安定性も高い。設備も、大部分が一般的な機器で構成できるうえ、繰り返し充放電で長寿命を期待できる。レアメタルなどの希少資源の必要性も低い。電池容量を増すには、ほぼ溶液のタンクを増設するだけですむため、大型設備に適している。
一方、水溶液を使用するため、水の電気分解が生ずる電位が制限となり、エネルギー密度を上げることができない、大型化は容易だが小型化は困難、溶液温度が上昇すると支障があるため冷却装置が必要、などの制限もある。
なお、バナジウムは電池運転中に電極上で少しずつ酸素と反応してバナジン酸となるが、これは価数が5価で固定されて充放電に関与せず、容量低下（損失）を生じる。一方、ウランはオキソ酸の形で酸化数が変化することから、この問題を回避可能と考えられ、研究が進められている。

### バナジウムの代替
近年、バナジウムは著しく高騰しており、電池需要の増大によりますます供給が追い付かなくなることが危惧されている。
そこで、コストを低減させるために代替材料の開発が進んでいる。
イスラエルのElectric Fuel Energyは活物質に鉄を利用することで低価格化を実現する。
一方バナジウムを用いていた住友電工も代替材料を使った実証実験を進めており、コスト半減をもくろむ。使用する材料にはチタン系を含む複数の候補から選定された。

日本原子力研究開発機構が世界初となる活物質に劣化ウランを使用する方式で実証実験を準備している。主な優位性は、現在廃棄物として貯蔵されている劣化ウランを自給的に使用できる点と、充電損失が20%程度あるバナジウム方式に対して本方式は3%程度と試算されている点である。2026年ごろの実証装置の完成を目指している。
2025年3月13日、負極にウラン、正極に鉄を活物質として採用した、新方式の卓上実験機が公開された。